# 1593年西班牙士兵神秘传送事件

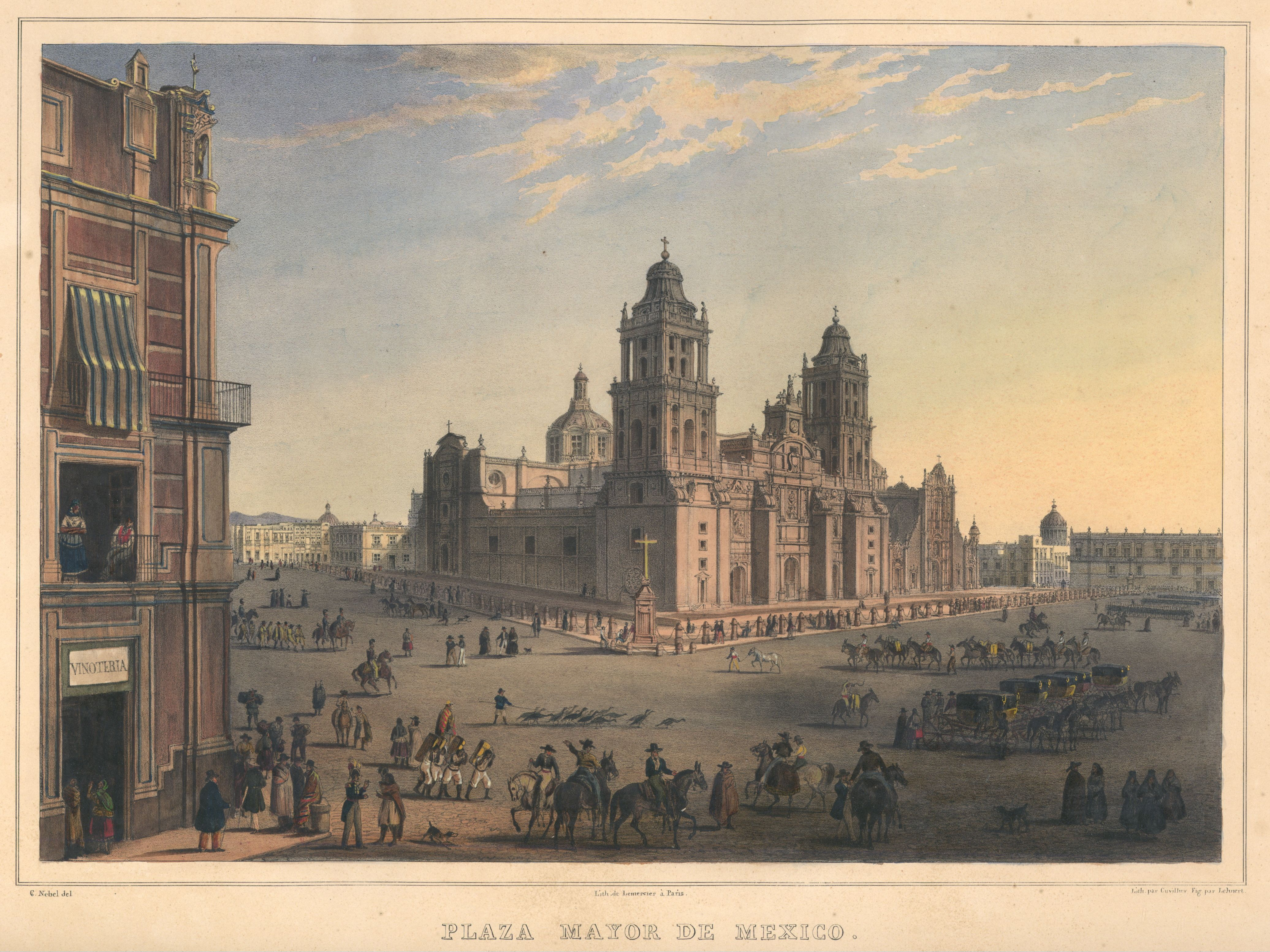
绘于1836年一张描述宪法广场的绘画，据说在当时一名西班牙士兵被神秘的传送到此。

1593年西班牙士兵神秘传送事件是指一名叫吉尔·佩雷斯（Gil Pérez）的西班牙帝國士兵从菲律宾殖民地被神秘隔空传送到了墨西哥宪法广场的都市传说。当地的墨西哥人都不相信这名士兵来自菲律宾的说法，菲律宾士兵也试图告诉了当地居民一些消息以证明他的确是被未知力量传送过来的，直到几个月后，一位穿过太平洋到达墨西哥的乘客证实了那名士兵关于西班牙政治家戈麦斯·佩雷斯·达斯马里尼亚斯（Gómez Pérez Dasmariñas）被暗杀的说法。民俗学家托马斯·阿利伯恩·詹维尔（Thomas Allibone Janvier）在1908年将这一传说描述为“传遍墨西哥城各阶层的都市传说”。20世纪后，超自然现象调查人员认为该事件可能是瞬间移动或外星人绑架造成的。

## 传闻
1593年10月24日，这名士兵驻守在位于菲律宾马尼拉的都督府前。在前一日，总督戈麦斯·佩雷斯·达斯马里尼亚斯不幸遭到中国海盗刺杀身亡，守卫都督府的士兵则被命令等待新来的总督上任。随后，这名士兵由于疲惫感到头晕乎乎的，于是靠在墙边，闭着眼睛眯了一会儿。
几秒钟后，他忽然睁开眼睛发现自己已身处大洋千里之外的墨西哥城。一些当地警卫发现他身穿着奇怪的制服，并质问他到底是何方人士。墨西哥城的居民在当时对菲律宾总督被暗杀的消息仍然还一无所知。据传闻，这名身穿宫廷卫兵制服的士兵是完全知道总督的死讯。(事实上，戈麦斯·佩雷斯·达斯马里尼亚斯是在离马尼拉不远的海上被杀的。)
墨西哥将他以“逃兵”和“魔鬼之仆”的罪名关入監獄。几个月后，一艘从从菲律宾乘坐大帆船来到墨西哥的乘客带来了总督被刺杀消息，那名乘客还认出了被监禁的士兵，说他在总督死后仍驻守在马尼拉的总督府前。这名士兵随后被当局释放并允许回家。

## 发展
居住在墨西哥的美国民俗学家托马斯·阿里伯恩·詹维尔(Thomas Allibone Janvier)在1908年12月出版的《哈泼斯杂志》上发表一篇名为“活见鬼传奇”的士兵瞬间传送故事，并在故事中称这名士兵为吉尔·佩雷斯(Gil Pérez)。这个故事同时也是1910年出版的《墨西哥城传奇》系列丛书之一中的一本。詹维尔还注意到类似的题材在民间传说中非常常见，比如華盛頓·歐文的《阿尔罕布拉故事集》中就有“总督和士兵”的故事，这和传闻有着异曲同工之处。
詹维尔1908年所发表的文章基础是来源于墨西哥民俗学家路易斯·冈萨雷斯·奥布雷贡(Luis González Obregón)的西班牙文版本，奥布雷贡这本书在他1900年的合集《旧墨西哥：历史笔记、民间传说、传说和习俗》中以“幽灵”命名出版。奥布雷贡的书里将这个故事追溯到1698年弗雷·加斯帕·德·圣阿古斯丁（Fray Gaspar de San Agustín）关于西班牙殖民菲律宾时期的一篇报道，该报道称这个故事是一件事实，但圣阿古斯丁并没有说出该名士兵叫什么名字，还把瞬间移动的方式归咎于巫术。
詹维尔说奥布雷贡称1609年安东尼奥·德·莫尔加就曾描述过总督达斯马里尼亚斯的死亡当天就在墨西哥被知道了，尽管莫尔加表示并不知道这是如何发生的。菲律宾国父黎剎也注意到西班牙殖民菲律宾时期有着许多的神奇故事；路易斯·威克曼（Luis Weckmann）在谈到西班牙殖民墨西哥时期时也提出了同样的观点。1936年，奥布雷贡的继任者阿特米奥·德瓦莱·阿里斯佩(Artemio de Valle Arizpe)出版了一本名为《生者与死者的故事》(Stories of the living and the dead)小说集，其中里面一篇小说的标题就名为《他从空中来，并渡海而归》(He came by air，He left by sea)。
一些作家对这个故事给出了超自然的解释。莫里斯·K·杰瑟普和第八代克兰卡蒂伯爵布林斯利·勒波尔·特伦奇认为此事件是由外星人绑架导致，而科林·威尔逊和加里·布莱克伍德则认为是瞬間移動。